# Piotr z Nowego i Polanowa
Piotr Święca z Nowego i Polanowa, zwany Kanclerzem (zm. 1326/7) – kanclerz i starosta wschodniopomorski. Był synem wojewody słupskiego, gdańskiego i pomorskiego Święcy, przedstawicielem najbogatszej i najbardziej wpływowej rodziny możnowładztwa Pomorza Gdańskiego przełomu XIII i XIV wieku.
Po raz pierwszy pojawił się w 1299 na dwóch dokumentach wystawionych w Gdańsku przez księcia Władysława Łokietka - w pierwszym, z 29 IV, występował jako prepozyt kaliski, w drugim, z 30 IV, jako kanclerz pomorski. Posiadanie godności prepozyta jak i świadczący o pobieraniu wcześniejszych nauk fakt objęcia stanowiska kanclerza sugerują, iż Piotr od młodości został przez rodzinę przeznaczony do kariery kościelnej. Późniejsze losy Piotra wskazują jednak, że miał on wówczas jedynie niższe święcenia kościelne. Po upadku Łokietka i objęciu w 1300 rządów przez Przemyślidę Wacława II kancelaria pomorska przestała istnieć i w tym samym zapewne momencie Piotr porzucił karierę kościelną, jednak do końca życia zachował przezwisko "Kanclerz". Już jako człowiek świecki brał czynny udział w powstrzymaniu agresji książąt rugijskich, którzy w początkach 1301 zajęli ziemie sławieńską i słupską, za co 28 VI 1301 w Brnie otrzymał nagrodę z rąk Wacława II w postaci wsi Bysław i Cekcyn oraz przede wszystkim miasto Nowe z wsią Kończyce i obszarem wielkości 2 mil w górę i w dół Wisły oraz tyle samo w głąb lądu, z prawem pierwokupu wszystkich znajdujących się na tym terenie majątków, z szerokim immunitetem dla przejętych dóbr.
Latem 1302 wraz z ojcem Święcą oraz braćmi Janem i Wawrzyńcem wziął udział w wyprawie przeciw Rugijczykom, zakończonej odbiciem ziem białogardzkiej i słupskiej. Sukces ten Święcowie uczcili, nadając klasztorowi oliwskiemu Łęgowo i wieś Gransin (dziś nieistniejącą). 